# Geworg Najaryan
Geworg Najaryan (in armeno Գեւորգ Նաջարյան?; Erevan, 6 gennaio 1998) è un calciatore kazako, centrocampista del Van Charentsavan.

## Palmarès

### Club

#### Competizioni nazionali
- Campionato kazako: 1

Astana: 2016
- Coppa del Kazakistan: 1

Astana: 2016